# São Gonçalo do Pará
São Gonçalo do Pará es un municipio brasileño del estado de Minas Gerais. Su población estimada en 2010 es de 10 405 habitantes, según el censo IBGE.
El municipio está totalmente ubicado dentro de la cuenca del río Pará, que forma parte de la región hidrográfica del río São Francisco. La mayor parte del territorio del municipio, aproximadamente el 71,0 %, se encuentra dentro de la subcuenca Baixo Rio Pará. El resto del territorio, del 29,0 %, se encuentra en la subcuenca Rio São João.